# Schweizerische Arbeitsgemeinschaft für Patientinnen- und Patienteninteressen
Die Schweizerische Arbeitsgemeinschaft für Patientinnen- und Patienteninteressen (SAPI) ist die Dachorganisation der schweizerischen Patientenorganisationen mit Sitz in Bern.

## Ziele der SAPI
Ziele sind der Informations- und Gedankenaustausch zwischen den Organisationen. Daneben setzt sich der Verein für die Interessen von Patienten in politischen Gremien, Organisationen und in der Öffentlichkeit ein. Der Verein verfolgt seinen Zweck, indem er insbesondere a) Gelegenheit zum regelmässigen Informationsaustausch unter seinen Mitgliedern schafft, b) sich für eine genügende Vertretung von Patienten in Arbeitsgruppen, Kommissionen und anderen Gremien einsetzt, c) die sozialpolitischen Aktivitäten seiner Mitglieder zu koordinieren sucht, d) im Rahmen des Vereinszwecks Stellungnahmen an Behörden, Organisationen und in der Öffentlichkeit abgibt.
Aktivmitglieder des Vereins können gemeinnützige juristische Personen werden.

## Mitglieder der SAPI

### Aktivmitglieder
- Fédération romande des consommateurs FRC
- Integration Handicap – Schweiz. Arbeitsgemeinschaft zur Eingliederung Behinderter
- Patientenstelle Zürich/Dachverband schweizerischer Patientenstellen DVSP
- Schweizerische Gesellschaft für ein soziales Gesundheitswesen SGSG
- Schweizerische Gesellschaft für Gesundheitspolitik SGGP
- Schweizerische Medikamenten-Informationsstelle SMI
- Schweizerische Stiftung SPO Patientenschutz SPO
- Schweizerische Stiftung Pro Mente Sana
- Verein für anthroposophisch erweitertes Heilwesen Anthrosana

### Passivmitglieder
Puls-Tipp, Santésuisse, Kind und Spital (SVKS), SKS – Stiftung für Konsumentenschutz, Kassensturz (SF DRS), Konsumentenforum kf deutsche Schweiz, Der Schweizerische Beobachter.

## Charta der SAPI
Im März 2002 erarbeitete die SAPI eine Charta zum Thema "Sponsoring von Patientinnen- und Patientenorganisationen". Sie soll dazu beitragen, dass Patientenverbände, Selbsthilfeorganisationen, Gesundheitsligen und andere Organisationen nicht aus finanziellen Gründen in die Abhängigkeit kommerzieller Interessen (z. B. der Pharmaindustrie) geraten. Die Charta ist auch ein Gegenmittel gegen Pseudo-Patientenorganisationen. Der Text der Charta ist auf der Website der SAPI unter "Sponsoring Richtlinien" abrufbar.